# Голодняк, Пётр Михайлович
Пётр Михайлович Голодняк (1910—1979) — полковник Советской Армии, участник Великой Отечественной войны, Герой Советского Союза (1945).

## Биография
Пётр Голодняк родился 6 октября 1910 года в селе Бересняги (ныне — Каневский район Черкасской области Украины) в крестьянской семье. Окончил семь классов школы, затем в 1933 году Киевскую совпартшколу. В 1933 году по спецнабору он был направлен в Харьковскую авиационную школу пилотов, окончил её в 1934 году. Участвовал в Польском походе РККА. В 1941 году окончил курсы командиров звеньев и инструкторов. С июня того же года — на фронтах Великой Отечественной войны. Участвовал в воздушных боях на Западной Украине, совершил 14 боевых вылетов за восемь дней июня 1941 года, во время последнего из них получил тяжёлое ранение, но на горящем самолёте сумел вернуться в расположение своей части. В течение восьми месяцев находился на излечении в госпитале. После возвращения на фронт участвовал в обороне Ленинграда, освобождении Прибалтики, боях в Восточной Пруссии. За время войны Голодняк три раза был ранен.
К концу войны майор Пётр Голодняк был штурманом 277-й штурмовой авиадивизии 1-й воздушной армии 3-го Белорусского фронта. К тому времени он совершил 124 боевых вылета на штурмовку скоплений живой силы и боевой техники противника, уничтожив 8 танков, 28 автомашин, 2 самолёта, 3 паровоза, 17 орудий, 46 складов с боеприпасами.
Указом Президиума Верховного Совета СССР от 29 июня 1945 года за «мужество, отвагу и героизм, проявленные в борьбе с немецкими захватчиками» майор Пётр Голодняк был удостоен высокого звания Героя Советского Союза с вручением ордена Ленина и медали «Золотая Звезда» за номером 6342.
После окончания войны Голодняк продолжил службу в Советской Армии. В 1951 году он окончил Высшие офицерские лётно-тактические курсы. В 1955 году в звании полковника он был уволен в запас. Проживал в Луцке, скончался 30 апреля 1979 года, похоронен на Луцком центральном кладбище.
Был также награждён пятью орденами Красного Знамени, орденами Александра Невского, Отечественной войны 1-й степени, Красной Звезды, а также рядом медалей.
В честь Голодняка названа улица в Луцке.